# Somena aurantiacoides
Somena aurantiacoides är en fjärilsart som beskrevs av Holloway 1999. Somena aurantiacoides ingår i släktet Somena och familjen tofsspinnare. Inga underarter finns listade i Catalogue of Life.